# Sagamore Beach
Sagamore Beach é um área não incorporada localizada dentro do povo de Bourne no condado de Barnstable no estado estadounidense de Massachusetts.

## Geografia
Sagamore Beach encontra-se localizada nas coordenadas 41° 47′ 54″ N, 70° 31′ 44″ O.